# Portugalete
Portugalete est une ville espagnole, située dans le territoire historique de Biscaye, dans la communauté autonome du Pays basque. Elle appartient à la comarque de la Rive gauche et à l'aire du Grand Bilbao.
Bordée par le Nervion, elle est entourée par Sestao, Ortuella et Santurtzi et fait face à Getxo. Elle est desservie par l'autoroute AP-8, la ligne 2 du métro de Bilbao et la ligne C-1 des Cercanías.
Elle constitue politiquement un fief du Parti socialiste et son dernier bastion de la Rive gauche.
Son pont transbordeur, le pont de Biscaye, inauguré à la fin du XIXe siècle, est inscrit au patrimoine mondial.

## Géographie
Portugalete est située à 26 mètres d'altitude et voisine des communes de Getxo et Santurtzi.
La plus grande ville à proximité de Portugalete est celle de Bilbao, située au sud-est de la commune à 9,3 km.
Le Nervion est le principal cours d'eau qui borde le territoire communal.

### Communes limitrophes
| Santurtzi                   | –                           | Getxo  |
| Ortuella                    | Portugalete                 | Leioa  |
| Valle de Trápaga-Trapagaran | Valle de Trápaga-Trapagaran | Sestao |

### Transports
Portugalete est bordée, au sud-ouest par l'autoroute AP-8, qui relie Irun à Portugalete.
La commune est desservie par la ligne 2 du métro de Bilbao, avec trois stations : 
- Abatxolo
- Portugalete
- Peñota.

Elle est également desservie par cinq lignes du réseau Bizkaibus.
Elle dispose d'une halte ferroviaire desservie par la ligne C-1 du réseau des Cercanías.

## Urbanisme

### Quartiers
- Abatxolo
- Alde Zaharra
- Azeta
- Buenavista
- Errepelega
- Kai Barria
- Kai Zaharra
- Kanpanzar
- La Florida
- La Tejera
- Los Hoyos
- Pando
- Rivas

## Histoire
La fondation officielle de la ville remonte à 1322, lorsque la dame de Biscaye Maria Diaz I de Haro accorde une charte aux habitants de Portugalete.

## Politique et administration

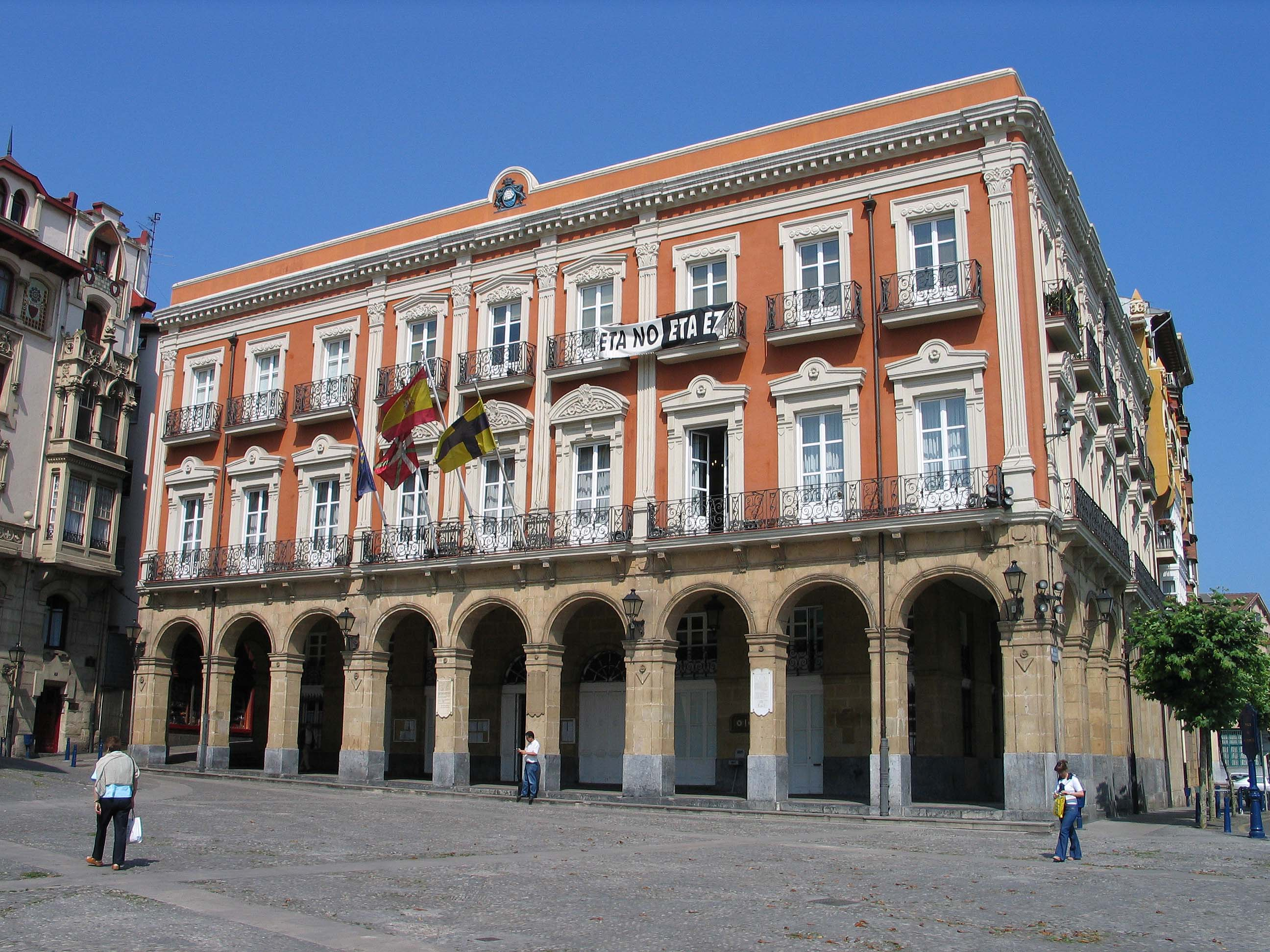
L'hôtel de ville de Portugalete, sur la plaza del Solar.

### Rattachements administratifs et électoraux
Portugalete appartient à la comarque de la Rive gauche, dans le Grand Bilbao, au territoire historique de Biscaye et à la communauté autonome du Pays basque.
Elle relève de la circonscription de Biscaye pour les élections aux Cortes Generales et au Parlement basque.
Elle dépend du district judiciaire de Barakaldo.

### Tendances politiques
Portugalete est historiquement décrite comme un fief du Parti socialiste (PSOE). Elle est, depuis 2015, son dernier grand bastion dans la comarque de la Rive gauche, territoire historiquement socialiste et ouvrier où le Parti nationaliste basque est parvenu à s'implanter à partir des années 2000.
| Scrutin           | 1er | 1er     | 1er     | 2e | 2e      | 2e      | 3e | 3e        | 3e      | 4e | 4e       | 4e      | 5e | 5e       | 5e      |
| ----------------- | --- | ------- | ------- | -- | ------- | ------- | -- | --------- | ------- | -- | -------- | ------- | -- | -------- | ------- |
| Municipales 2011  |     | PSOE    | 36,13 % |    | EAJ-PNV | 24,69 % |    | Bildu     | 13,94 % |    | PP       | 13,43 % |    | EB-B     | 5,12 %  |
| Forales 2011      |     | PSOE    | 32,75 % |    | EAJ-PNV | 27,01 % |    | PP        | 14,14 % |    | Bildu    | 13,48 % |    | EB-B     | 5,06 %  |
| Générales 2011    |     | PSOE    | 32,87 % |    | EAJ-PNV | 24,30 % |    | PP        | 18,95 % |    | Amaiur   | 12,79 % |    | IU       | 5,72 %  |
| Régionales 2012   |     | PSOE    | 31,03 % |    | EAJ-PNV | 29,77 % |    | EH Bildu  | 14,60 % |    | PP       | 11,54 % |    | EB-B     | 4,00 %  |
| Européennes 2014  |     | EAJ-PNV | 23,83 % |    | PSOE    | 22,82 % |    | EH Bildu  | 13,46 % |    | PP       | 10,69 % |    | IU       | 8,49 %  |
| Municipales 2015  |     | PSOE    | 33,70 % |    | EAJ-PNV | 22,25 % |    | Despierta | 14,61 % |    | EH Bildu | 12,04 % |    | PP       | 7,32 %  |
| Forales 2015      |     | PSOE    | 27,22 % |    | EAJ-PNV | 26,03 % |    | Podemos   | 18,27 % |    | EH Bildu | 11,87 % |    | PP       | 8,03 %  |
| Générales 2015    |     | Podemos | 30,64 % |    | PSOE    | 21,33 % |    | EAJ-PNV   | 19,54 % |    | PP       | 11,54 % |    | EH Bildu | 7,13 %  |
| Générales 2016    |     | UP      | 33,47 % |    | PSOE    | 22,09 % |    | EAJ-PNV   | 20,28 % |    | PP       | 12,52 % |    | EH Bildu | 6,27 %  |
| Régionales 2016   |     | EAJ-PNV | 34,59 % |    | PSOE    | 20,77 % |    | EP        | 18,47 % |    | EH Bildu | 11,46 % |    | PP       | 9,87 %  |
| Générales 04/2019 |     | PSOE    | 30,34 % |    | EAJ-PNV | 26,45 % |    | UP        | 20,43 % |    | EH Bildu | 8,35 %  |    | PP       | 7,27 %  |
| Européennes 2019  |     | PSOE    | 33,02 % |    | EAJ-PNV | 28,68 % |    | UP        | 13,83 % |    | EH Bildu | 11,73 % |    | PP       | 6,24 %  |
| Municipales 2019  |     | PSOE    | 43,41 % |    | EAJ-PNV | 24,74 % |    | EP        | 12,49 % |    | EH Bildu | 12,11 % |    | PP       | 5,67 %  |
| Forales 2019      |     | PSOE    | 33,68 % |    | EAJ-PNV | 32,28 % |    | EP        | 13,12 % |    | EH Bildu | 12,42 % |    | PP       | 6,33 %  |
| Générales 11/2019 |     | PSOE    | 30,06 % |    | EAJ-PNV | 26,95 % |    | UP        | 18,57 % |    | EH Bildu | 9,48 %  |    | PP       | 8,73 %  |
| Régionales 2020   |     | EAJ-PNV | 35,24 % |    | PSOE    | 23,83 % |    | EH Bildu  | 17,43 % |    | UP       | 11,68 % |    | PP+Cs    | 6,81 %  |
| Municipales 2023  |     | PSOE    | 46,92 % |    | EAJ-PNV | 21,82 % |    | EH Bildu  | 16,34 % |    | UP       | 6,72 %  |    | PP       | 6,26 %  |
| Forales 2023      |     | PSOE    | 35,97 % |    | EAJ-PNV | 28,35 % |    | EH Bildu  | 16,41 % |    | UP       | 7,47 %  |    | PP       | 7,07 %  |
| Générales 2023    |     | PSOE    | 39,08 % |    | EAJ-PNV | 19,75 % |    | EH Bildu  | 14,14 % |    | Sumar    | 12,42 % |    | PP       | 10,80 % |
| Régionales 2024   |     | EAJ-PNV | 34,56 % |    | PSOE    | 24,58 % |    | EH Bildu  | 22,23 % |    | PP       | 8,43 %  |    | Sumar    | 3,90 %  |
| Européennes 2024  |     | PSOE    | 40,03 % |    | EAJ-PNV | 18,58 % |    | EH Bildu  | 16,03 % |    | PP       | 11,11 % |    | Sumar    | 4,12 %  |

### Maires
| Mandat    | Maire | Maire                                   | Parti |
| --------- | ----- | --------------------------------------- | ----- |
| 1979-1983 |       | Doroteo Pinedo Bañales                  | PSOE  |
| 1983-1987 |       | Doroteo Pinedo Bañales                  | PSOE  |
| 1987-1991 |       | Gerardo Pradas Calvo                    | PSOE  |
| 1991-1995 |       | Gerardo Pradas Calvo                    | PSOE  |
| 1995-1999 |       | Mikel Cabieces (es)                     | PSOE  |
| 1999-2003 |       | Mikel Cabieces (es)                     | PSOE  |
| 2003-2007 |       | Mikel Cabieces (es)                     | PSOE  |
| 2007-2011 |       | Mikel Cabieces (es) Mikel Torres (2008) | PSOE  |
| 2011-2015 |       | Mikel Torres                            | PSOE  |
| 2015-2019 |       | Mikel Torres                            | PSOE  |
| 2019-2023 |       | Mikel Torres                            | PSOE  |
| 2023-2027 |       | Mikel Torres María José Blanco (2024)   | PSOE  |

## Démographie
| 1900  | 1910  | 1920  | 1930   | 1940   | 1950   | 1960   | 1970   | 1981   |
| ----- | ----- | ----- | ------ | ------ | ------ | ------ | ------ | ------ |
| 5 182 | 5 663 | 7 629 | 10 169 | 10 612 | 12 211 | 22 584 | 45 589 | 57 534 |

| 1986   | 1991   | 1996   | 2001   | 2006   | 2011   | 2016   | 2021   | - |
| ------ | ------ | ------ | ------ | ------ | ------ | ------ | ------ | - |
| 57 794 | 55 823 | 54 071 | 52 111 | 49 118 | 47 742 | 46 375 | 45 285 | - |

## Lieux et monuments
- Le pont de Biscaye, pont transbordeur inauguré en 1893 et inscrit au patrimoine mondial en 2006[8].

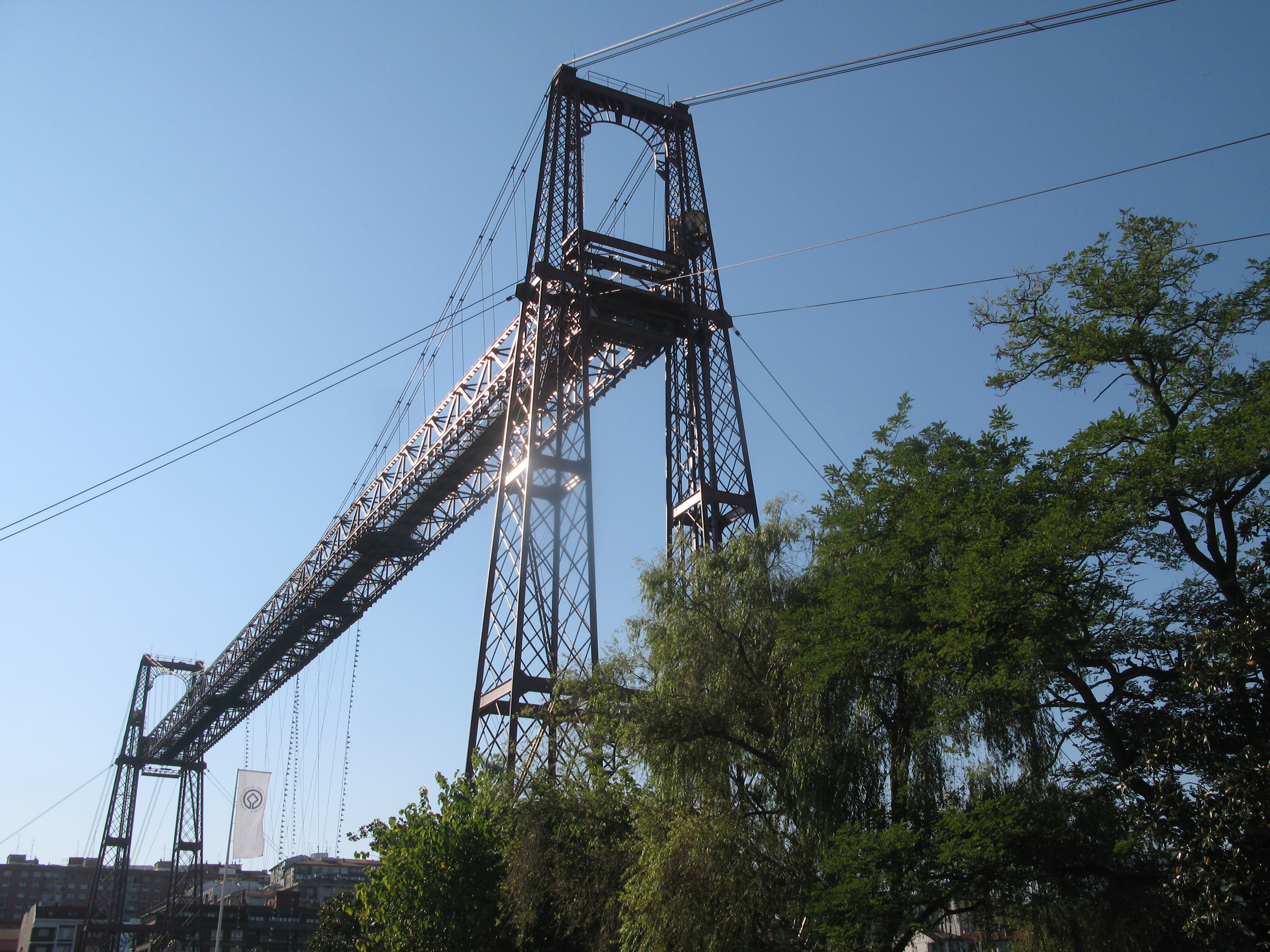
Le pont de Biscaye.

## Personnalités liées à la commune
- Patxi López (1959-), homme politique, président du gouvernement basque et président du Congrès des députés
- Ignacio Allende Fernandez dit « Torbe » (1969-), réalisateur et producteur de cinéma, acteur pornographique, animateur de télévision, écrivain et webmaster
- Mikel Santiago (1975-), écrivain
- Xabi Aburruzaga (1978-), musicien